# Shirin Yazdanbakhsh
Pour les articles homonymes, voir Yazdanbakhsh.
Shirin Yazdanbakhsh (en persan : شیرین یزدان‌بخش), née le 9 janvier 1949 à Ispahan (Iran), est une actrice iranienne.

## Filmographie partielle

### Au cinéma
- 2010 : Please Do Not Disturb
- 2010 : The Snow on the Pines
- 2011 : Une séparation
- 2013 : Esterdad
- 2014 : Barf
- 2014 : Melbourne
- 2015 : Avalanche
- 2016 : Un vent de liberté
- 2016 : Life and a Day (Abad va yek rooz) de Saeed Roustayi :
- 2016 : Aaaadat Nemikonim
- 2017 : Yek rouz bekhosos
- 2017 : Abji
- 2017 : Sara et Ayda
- 2018 : Los Angeles Téhéran

## Récompenses et distinctions
Shirin Yazdanbakhsh a remporté le prix Crystal Simorgh de la meilleure actrice de soutien au 28e Festival international du film Fajr pour son rôle dans Please Do Not Disturb (2010).
Elle a également été nommée pour le prix Crystal Simorgh pour la meilleure actrice dans un second rôle du 34e Festival international du film Fajr pour son rôle dans Abad va yek rooz (2016),.

## Voix françaises
- Frédérique Cantrel dans Une séparation (2011)